# Rysslands herrlandslag i volleyboll
Rysslands herrlandslag i volleyboll har länge tillhört de starkare i världen. Laget blev olympiska mästare 2012.

### Fotnoter
1. ↑  Todor Krastev (11 mars 2012). ”Men Volleyball XXX Olympic Games 2012 London (GBR) 29.07-12.08 Winner Russia” (på engelska). Sport Statistics. Arkiverad från originalet den 26 juni 2015. https://web.archive.org/web/20150626135945/http://todor66.com/volleyball/Olympics/Men_2012.html. Läst 26 juni 2015.